# Antônio da Silva Jardim
Antônio da Silva Jardim (Capivari, 18 de agosto de 1860 — Nápoles, 1 de julho de 1891) foi um advogado, jornalista e ativista político brasileiro, formado na Faculdade de Direito de São Paulo.
Teve grande atuação nos movimentos abolicionista e republicano, particularmente no Rio de Janeiro.

## Biografia
Nasceu na vila de Nossa Senhora da Lapa de Capivari, atual sede do município que hoje leva o seu nome. Foi filho de Gabriel da Silva Jardim e de D. Felismina Leopoldina de Mendonça, neto paterno de Antonio da Silva Jardim e de sua mulher D. Luciana Maria e materno de Leandro Freire Ribeiro e de sua mulher, D. Lauriana Leopoldina do Amor Divino. Seu pai foi um modesto professor em Capivari e lecionava em seu próprio sítio. Enviado para Niterói para que pudesse estudar, foi aluno inicialmente no colégio Silva Pontes. Mais tarde, matriculou-se no Colégio de São Bento, tendo estudado português, francês, geografia e latim. Nessa época, ajudou a fundar um jornal estudantil denominado O laboro literário, onde iniciou sua vida política e sua luta pela liberdade.
Estudando com dificuldades financeiras, já que seu pai não possuía muitos recursos para sustentá-lo, mudou de residência e de escola, matriculando-se no externato Jasper. Procurou trabalho para poder pagar seus estudos e, depois de alguns empregos menores, foi chamado para trabalhar no próprio externato. 
Partiu para São Paulo e foi estudar na Faculdade de Direito de São Paulo. Logo entrou no clima político da faculdade onde as ideias republicanas e a campanha abolicionista já faziam parte de debates no parlamento. 
Ainda em sua juventude conhece a família do Conselheiro Martim Francisco de Andrada, figuras de grande destaque na sociedade paulistana. E é na família liberal de Martim Francisco que Silva Jardim vai encontrar a que seria sua esposa casou-se com Ana Margarida filha do politico brasileiro conselheiro Martin Francisco Ribeiro de Andrada (neto de José Bonifácio de Andrada e Silva) e filha de Ana Benvinda Bueno de Andrada (sexta-neta de Amador Bueno capitão-mor). com quem teve 4 filhos, sendo um deles homenageado com seu nome.
Envolveu-se completamente na campanha pela república, chegando a vender sua banca de advogado e dissolver sua sociedade com Martim Francisco. Sua vida se dirigiu para os comícios em prol da república e viagens constantes entre os estados de Rio de Janeiro, São Paulo e Minas Gerais.

Modelo de bandeira brasileira proposto por Silva Jardim

Em sua militância, foi aclamado, apedrejado, perseguido e elogiado. Sua saúde - desde a infância frágil por causa do impaludismo - se ressentia dessa vida agitada, mas não impedia sua constante atividade política. Com a proclamação da república, o exército, deixou-o de lado. 
Candidatou-se ao congresso no Distrito Federal e foi derrotado. Decidiu, então, retirar-se da política e viajar para o exterior para descansar, clarear as ideias e conhecer gente nova e novos lugares. 
Aos 30 anos de idade, visitou Pompeia, na Itália e, curioso por conhecer o vulcão Vesúvio, mesmo tendo sido avisado de que ele poderia entrar em erupção a qualquer momento, foi tragado por uma fenda que se abriu na cratera da montanha - não se sabendo se foi um acidente ou um ato voluntário.
De acordo com reportagem do jornal "A Pátria Mineira", de 30 de julho de 1891, da cidade de São João del Rei, acessível por meio do sítio do Arquivo Público Mineiro, a morte de Silva Jardim teria sido um acidente, testemunhado por um guia e seu amigo Joaquim Carneiro de Mendonça. Segundo o relato, o jornalista teria sido engolido por uma fenda junto ao Vesúvio, do que se salvou, ferindo-se, Carneiro de Mendonça, que fora auxiliado pelo guia local. O jornal menciona a fonte das informações como a "Carta Parisiense", de Xavier de Carvalho, dirigida ao "Paiz".
Em homenagem ao jornalista morto, foi determinado que o município fluminense de Capivari, vizinho a Araruama e Rio Bonito, passaria a ter o atual nome de Silva Jardim.

## Homenagens
O município de Silva Jardim no Rio de Janeiro recebe este nome em homenagem ao jornalista.
Além deste, outro município a ter em seu nome uma homenagem ao republicano é o de Jardinópolis, no interior paulista, assim denominado em 1896. O atual município de Palmácia também teria o nome de Silva Jardim, caso não tivesse sido extinto em 1897. No bairro do Tucuruvi, na Zona Norte de São Paulo, há uma escola estadual que o homenageia. 